# Carl Wunsch
Carl Isaac Wunsch (* 5. Mai 1941 in Brooklyn, New York) ist ein US-amerikanischer Ozeanograph und Professor für physikalische Ozeanographie am Massachusetts Institute of Technology (MIT) in Cambridge.

## Forschungsarbeit
Wunsch ist für seine frühen Arbeiten über interne Wellen (Wellen nicht an der Oberfläche, sondern im Inneren von Flüssigkeiten) sowie in neuerer Zeit für seine Forschung im Bereich der Effekte von ozeanischen Strömungen auf das Klima bekannt. Solche Effekte stehen in aktuellen Diskussionen u. a. in Zusammenhang mit der Frage, ob ein Abreißen des aus dem Golfstrom gespeisten Nordatlantikstroms bedingt durch den Klimawandel möglich ist. Laut Wunsch ist zumindest ein Anhalten des Golfstromes in den nächsten zehn Millionen Jahren extrem unwahrscheinlich, da hierzu entweder die Drehung der Erde oder die Winde oder beides angehalten werden müssten.

## Position zum Klimawandel
Wunsch geht davon aus, dass sich der menschliche Einfluss auf das Klima zwar nicht bis ins letzte genau feststellen lässt. Dennoch sieht er mehr als ausreichenden Grund zum Handeln. Solche Aussagen wurden in dem Film The Great Global Warming Swindle dahin interpretiert, Wunsch bezweifele jeden Zusammenhang zwischen Mensch und Klima, was er strikt zurückwies.

## Laufbahn
Wunsch erhielt seinen Ph. D. in Geophysik am Massachusetts Institute of Technology im Jahr 1966. Ab 1967 lehrte er dort, ab 1970 in fester Anstellung. Ab 1976 wurde er zum Professor für physikalische Ozeanographie.

## Ehrungen (Auswahl)
- James B. Macelwane Medal (1971)
- Member, National Academy of Sciences, 1978
- Fellow, American Academy of Arts and Sciences, 1979
- Fulbright Scholar, 1981–1982
- Maurice Ewing Medal, American Geophysical Union and U.S. Navy, 1990
- Henry Stommel Research Prize, American Meteorological Society, 2000
- Foreign Member, Royal Society of London, 2002
- Mitglied, American Philosophical Society, 2003
- Bowie Medal, American Geophysical Union, 2006

## Neuere Publikationen
- Carl Wunsch: Discrete Inverse and State Estimation Problems, 2006. ISBN 0521854245
- Carl Wunsch: The Ocean Circulation Inverse Problem, 1996. ISBN 0521480906
- Walter Munk, Peter Worcester, Carl Wunsch: Ocean Acoustic Tomography, Cambridge University Press, 1995. ISBN 0521470951